# Henri Negresco

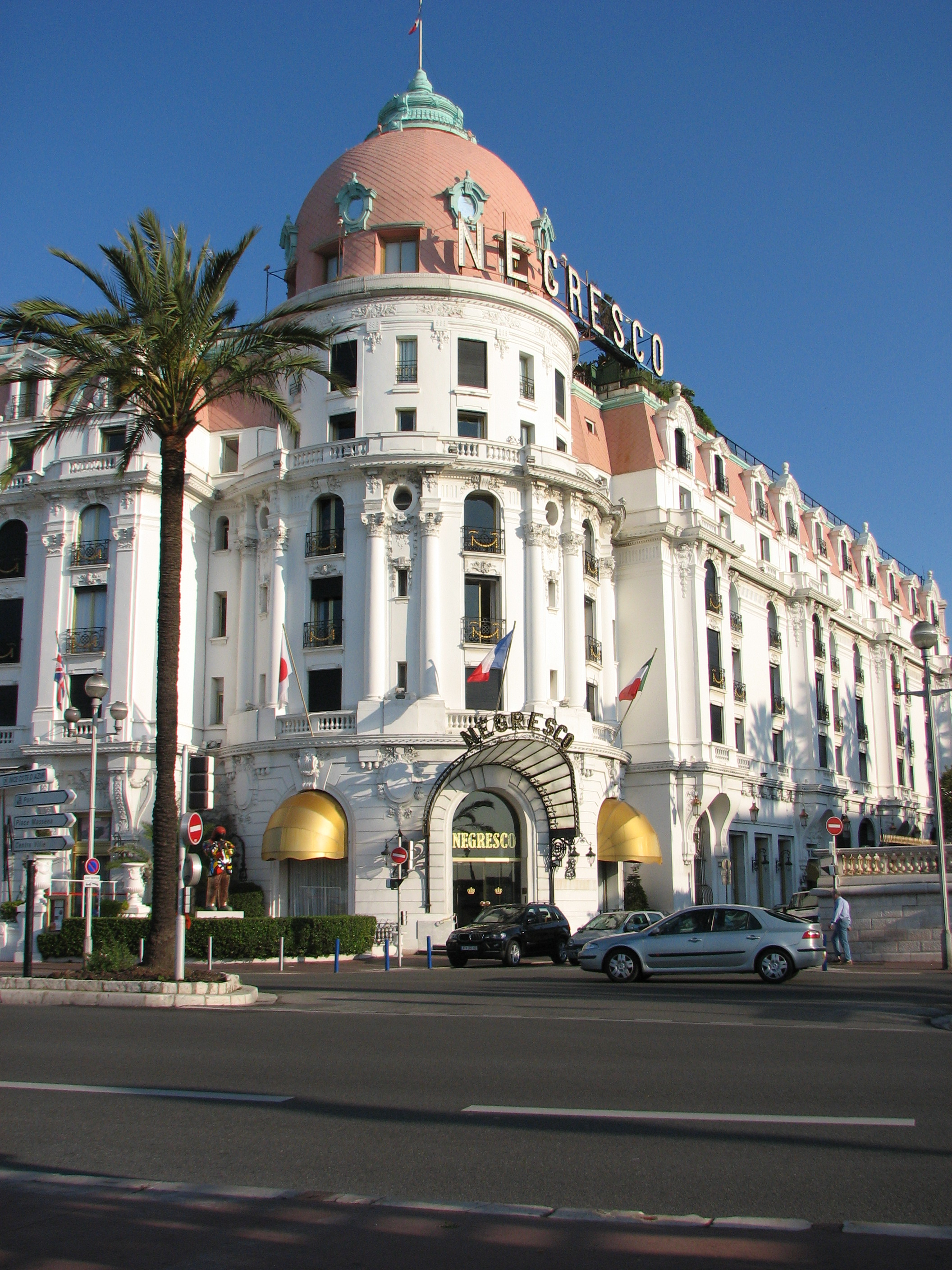
Hotelul Negresco de pe Promenade des Anglais din Nisa

Henri Alexandre Negresco (născut Alexandru Negrescu; 14 martie 1870 - 14 mai 1920) a fost fondator și proprietar (din 1912) al Hotelului Negresco de pe Promenade des Anglais („Promenada englezilor”) din Nisa (Franța), unul dintre foarte puținele hoteluri de lux construite în timpul său de către o persoană care nu făcea parte din clasa nobiliară. El era de origine română și se născuse la București într-o familie evreiască. A murit ruinat după Primul Război Mondial, hotelul său fiind rechiziționat de autorități și transformat în spital în timpul războiului. În timpul atacului terorist din 14 iulie 2016 de pe Promenade des Anglais, hotelul Negresco a fost transformat încă o dată în spital de campanie pentru trierea și acordarea primului ajutor persoanelor rănite.

## Educația profesională
Alexandru Negrescu s-a născut la 14 martie 1870, în București (România), din părinți evrei, Jean Negrescu (născut în 1837), proprietarul unui han din apropierea Bucureștilor, și Maria Rădescu (născută în 1839). Familia a trăit la Mihăileni (azi în județul Botoșani) înainte de nașterea lui Alexandru. El a fost ucenic cofetar la Casa Capșa din București și la Casa Boissier din Paris, stabilindu-se la Paris prin 1895, deși s-ar putea, de asemenea, să fi ajuns acolo înainte de acest an.

## Carieră
Negrescu a locuit timp de mai mulți ani la Paris, pe Rue des Saussaies nr. 14. Primul său loc de muncă a fost la un restaurant aflat în aceeași clădire, ce era deținut de Rodolphe Schipper. El s-a căsătorit cu Suzanne Bianca Rădescu (născută la 15 noiembrie 1874, în București, fiica lui Jacques Rădescu și a lui Fanny Braun) la 6 iulie 1907. Ei au locuit o perioadă la Bruxelles (Belgia), unde s-a născut la 4 decembrie 1900 fiica lor, Germaine Henriette Hélène. În 1909 Negresco a devenit cetățean francez.
La începutul secolului al XX-lea s-a hotărât să se instaleze definitiv pe Coasta de Azur, care atrăgea clientela de elită a Europei și a Americii, înainte de Primul Război Mondial. Negrescu s-a mutat la Monte Carlo, lucrând ca majordom și apoi director de operațiuni (maître d'hôtel) la restaurantul Helder. El a lucrat, de asemenea, la hotelul-restaurant Londres și și-a demonstrat talentul în a se îngriji de și a păstra o clientelă de elită, formată din numeroși miliardari, regi și prinți veniți pe Riviera, precum familiile Vanderbilt și Rockefeller, Basil Zaharoff, Isaac Merritt Singer etc. După ce Charles Lefranc, comerciant din Nisa, l-a recomandat lui Édouard Baudouin, noul concesionar al Cazinoului municipal din Nisa (demolat în 1979), Negresco a acceptat postul de director al restaurantului cazinoului, cu un salariu de 20.000 de franci pe an, devenind în cele din urmă director al Cazinoului municipal din Nisa și prieten, în 1904, cu arhitectul Édouard Niermans. Clădirea se afla în faza finală a procesului de reamenajare sub supravegherea arhitectului Édouard-Jean Niermans, unul dintre cei mai cunoscuți arhitecți ai vremii. În aceeași perioadă, Negresco a cumpărat restaurantul-cazinou din Enghien-les-Bains (stațiune de băi termale aflată la 11 km nord de Paris), unde lucra în sezonul de vară, în timp ce în perioada noiembrie-martie se afla la restaurantul din Nisa.
Prin relația sa cu Alexandre Darracq, el a achiziționat un teren de la Însoțitoarele Credincioase ale lui Isus, contra sumei de 1,2 milioane de franci, pentru a construi la Nisa un mare hotel, cu cel puțin 400 de camere. După ce a vizitat hoteluri din Paris, Londra, Berlin și Bruxelles, planurile de proiectare au fost finalizate în mai 1911, iar construcția a început în luna septembrie a aceluiași an. Negresco și Darracq au fondat o companie cu un capital social de 1,11 milioane de franci (Negresco & Cie) pentru a administra hotelul, care a fost deschis la 4 ianuarie 1913.
Hotelul Negresco, supranumit „Le Palais de Belle Époque”, a fost construit de Niermans, arhitectul olandez al Belle Époque, într-un stil caracteristic anului 1872, pe Promenade des Anglais, cu vedere la Golful Îngerilor. Hotelul a avut parte de un succes imediat, care a durat doar până la izbucnirea Primului Război Mondial. Clienții săi bogați (în special marea aristocrație rusă) au părăsit Coasta de Azur, care a rămas aproape pustie. Negresco a fost mobilizat în 1914 pentru a participa la Primul Război Mondial, iar hotelul său a fost rechiziționat și transformat în septembrie 1914 în „Spitalul temporar nr. 15”. În septembrie 1915 spitalul militar a fost evacuat, iar hotelul a fost redeschis în sezonul 1916/1917. Pierderile financiare acumulate și remedierile costisitoare l-au adus la ruină pe proprietar. La sfârșitul războiului, clientela tradițională nu s-a mai întors. Ruinat de pe urma războiului, Henri Negresco a cedat în fața presiunilor creditorilor săi și a vândut hotelul unei societăți belgiene. El a murit de cancer la ficat pe 14 mai 1920, în locuința sa de pe avenue des Champs-Élysées nr. 74 din Paris și a fost înmormântat în Cimitirul Batignolles. În anii următori, hotelul său a fost clasificat ca monument istoric național (1974) și clădire istorică națională (2003) de către statul francez; actualul proprietar este Jeanne Augier.